# ОШ „Доситеј Обрадовић” Вражогрнац
ОШ „Доситеј Обрадовић” у Вражогрнцу је једна од установа основног образовања на територији града Зајечара која наставља историју основног образовања школе основане 1841. године.
Основна школа је матична школа са два подручна одељења у Николичеву и Трнавцу. Матична школа у Вражогрнцу располаже са два школска објекта и кухињом за исхрану ученика. Један објекат је грађен 1971. године и располаже са осам учионица, од чега је у једној смештена забавишна група и библиотека, три су намењене разредној настави, а четири учионице се користе за предметну наставу.
У старој школској згради постоје две неусловне учионице и у једној се реализује настава физичког васпитања а у другој настава ТО. Ова зграда је склона паду, зидови су напукли, а са плафона пада малтер. Овај простор никако не одговара за извођење наставе, али је „нужно зло”. За квалитетно извођење наставе школи недостају три учионице, наставничка канцеларија, фискултурна сала и библиотека.
Школска зграда у Николичеву има четири учионице за разредну наставу и једну учионицу за предшколску групу, наставничку канцеларију и фискултурну салу.
Школска зграда у Трнавцу је најстарији школски објекат са две учионице и одговарајућим санитарним чвором и здравом пијаћом водом.